# 安溝線
安溝線（朝鲜语：／ Angol sŏn */?）是朝鮮民主主義人民共和國的一條鐵道線路，站點為慈江道的文岳站到安溝站。

## 路线概况
- 距离：2.9km
- 车站数：2
- 轨距：1435mm
- 电气化区间：无
- 复线区间：无